# Fradelos (Braga)
Fradelos is een plaats (freguesia) in de Portugese gemeente Braga en telt 678 inwoners (2001).